# Acrocercops mechanopla
Acrocercops mechanopla är en fjärilsart som beskrevs av Edward Meyrick 1934. Acrocercops mechanopla ingår i släktet Acrocercops och familjen styltmalar. Inga underarter finns listade i Catalogue of Life.